# Nick Lashaway
Nicholas Lashaway, más conocido como Nick Lashaway (Washington D. C., 24 de marzo de 1988 - Framingham, 8 de mayo de 2016)
fue un actor estadounidense.
Debutó a los seis años en el papel del joven Fox Mulder en Expedientes X. A esta serie le siguieron otras como No con mis hijas y Diario adolescente.
Se dio a conocer por su papel en la película Virgen a los 40.
En 2007 trabajó en la película independiente American Fork y fue parte del reparto coral de la comedia adolescente Bag Boy.
Desde los 19 años es miembro del Actor’s Studio. Residió en Los Ángeles.
Falleció el 8 de mayo de 2016 debido a un accidente automovilístico.

## Filmografía
| película | película           | película                    | película               |
| Año      | Título             | Papel                       | Notas                  |
| -------- | ------------------ | --------------------------- | ---------------------- |
| 1998     | Expediente X       | Joven Fox Mulder            | rol principal          |
| 2003     | 8 Simple Rules     | Niño n.º 1                  | 1 episodio             |
| 2004     | Diario adolescente | Christopher Flynn           | 3 episodios            |
| 2005     | Virgen a los 40    | Niño en la clínica de salud | rol secundario         |
| 2007     | Humble Pie         | Shawn                       | papel principal        |
| 2007     | Bag Boy            | Ace                         | rol secundario         |
| 2007     | The Office         | Desconocido                 | 1 episodio             |
| 2010     | La última canción  | Marcus                      | rol secundario         |
| 2010     | Deal O'Neal        | Tommy O'Neal                | película de televisión |
| 2010     | My Soul to Take    | Brandon O'Neil              | papel principal        |
| 2010     | Little Murder      | Tom Little                  | posproducción          |